# كأس النرويج 1978
كأس النرويج 1978 (بالنرويجية: Norgesmesterskapet i fotball for menn 1978)‏ هو الموسم 73 من كأس النرويج. أشرف على تنظيمه اتحاد النرويج لكرة القدم، وفاز فيه نادي ليلستروم.